# AMD K5
A K5 volt az AMD első teljesen házon belül fejlesztett x86 processzora. 1996 márciusában vezették be, közvetlen konkurense az Intel Pentium mikroprocesszora volt. A K5 egy igen nagyratörő kialakítás volt, technikai megoldásait és belső architektúráját tekintve sokkal közelebb áll a Pentium Pro-hoz, mint a Pentiumhoz. A végső termék teljesítményében mégis inkább a Pentiummal összemérhető.

## Technikai részletek

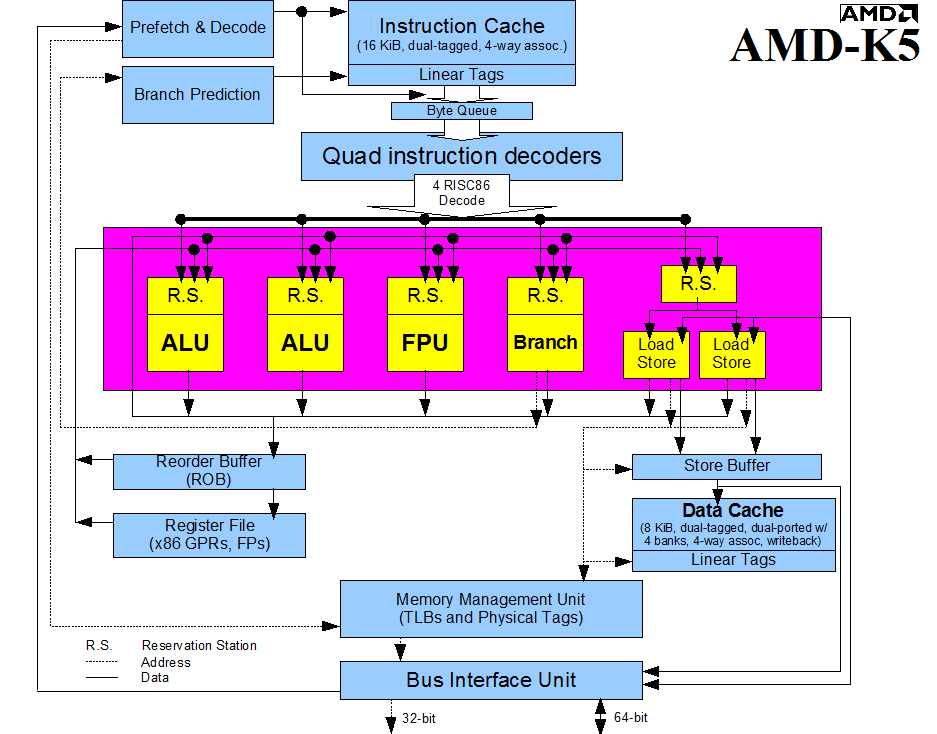
A K5 mag vázlata

A K5 belsőleg a nagy párhuzamosságú 29k RISC processzor architektúrán alapul, amelyet egy x86 dekódoló felülettel láttak el. A K5 jó x86 kompatibilitást mutatott. Minden modellje 4,3 millió tranzisztort tartalmaz, öt fixpontos (egész) egysége és egy lebegőpontos egysége van, a fixpontos egységek képesek az utasítások sorrenden kívüli végrehajtására. Az elágazási célpuffer (branch target buffer) négyszer akkora, mint a Pentiumban található, emellett a regiszterátnevezés is növeli a futószalagok párhuzamos teljesítményét. A csip az utasításokat spekulatív módon hajtja végre, ezzel próbálja redukálni a futószalag-elakadásokat. A processzornak 16 KiB méretű négyutas csoport-asszociatív utasítás-gyorsítótára és egy 8 KiB-os adat-gyorsítótára van. A K5-ből hiányoztak az MMX utasítások, amelyet az Intel az 1997 elején megjelentetett Pentium MMX processzoraiban kezdett terjeszteni.

## Teljesítmény
A K5 projekt egy igen jó esélyt jelentett az AMD számára, hogy minél előbb átvegye a technikai vezető szerepet az Inteltől. Bár a csip helyes tervezési elgondolásokat célzott meg, a műszaki kivitelezés kívánnivalókat hagyott maga után. Az alacsony órajelütem részben az AMD korabeli gyártási korlátaiból adódott, részben pedig a tervezésnek köszönhető: a több logikai réteg lassítja a működést. Ennek egy példája, hogy a Pentiuménál négyszer nagyobb elágazásjósló egység sem javította jelentősen a processzor teljesítményét. Ezen felül, bár a K5-ös lebegőpontos teljesítménye jobb, mint a Cyrix 6x86-osé, de elmarad a Pentium teljesítményétől. A K5 nem terjedt el annyira a számítógépgyártók körében, mint az Am486 és később az AMD K6, aminek az oka a késői piaci megjelenés volt és az, hogy nem tudott megfelelni a teljesítmény terén támasztott elvárásoknak.

## Modellek
A K5 processzoroknak két csoportja készült, ezek az SSA/5 és a 5k86 belső elnevezéseket kapták, de mindkettő a K5 címke alatt jelent meg. Az „SSA/5” vonal órajele 75 és 100 MHz közötti lehet (5K86 P75-től P100-ig, később K5 PR75-től PR100-ig), az „5k86” vonal ennél kicsivel magasabb, 90-től 133 MHz-ig terjedő órajeleken működhet. Az AMD a processzorok teljesítmény-értékelésére (az 1990-es évek közepén) saját, PR rating elnevezésű teljesítménytesztjének viszonyszámait használta, amely az AMD processzorok sebességét egy feltételezett ill. kiszámított órajelű Pentium processzorhoz hasonlította (pl. ha egy AMD 5x86 processzor teljesítménye megfelelt egy 75 MHz-es Pentiuménak, akkor ezt P75 jelöléssel látták el). Ennek megfelelően a második sorozat 116 MHz-es csipjei „K5 PR166” jelölést kaptak. A gyártásban jelentkező késlekedések miatt a PR200-as majdnem a K6 megjelenésével egyidőben került csak piacra. Mivel az AMD nem akart két konkurens processzort, a K5-PR200 csak igen kis példányszámban készült.

### SSA/5

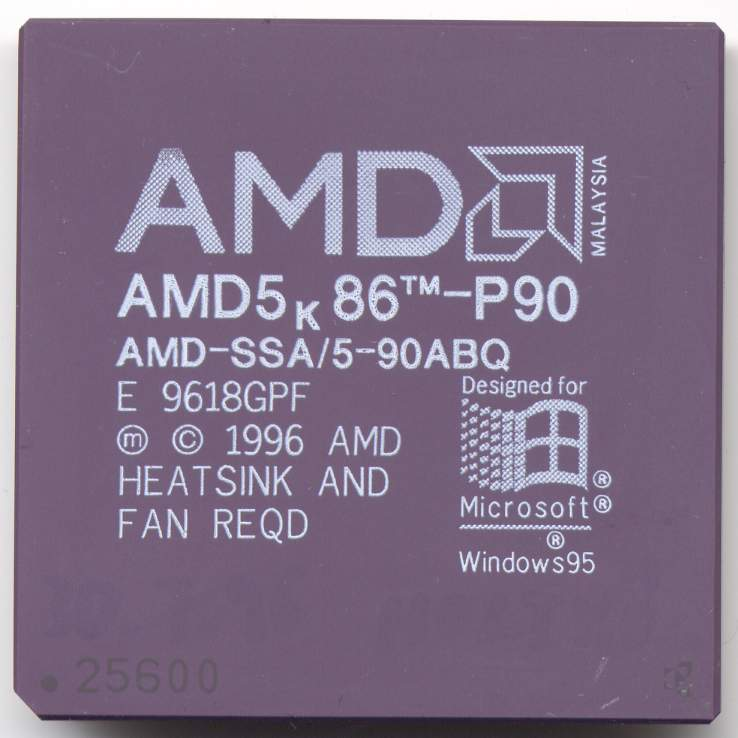
AMD 5K86-P90 (SSA/5)

- 5K86 P75 – P100, később K5 PR75 – PR100 neveken forgalmazták
- 4,3 millió tranzisztor, 500 vagy 350 nm csíkszélességen
- L1 gyorsítótár: 8 + 16 KiB (adat + utasítás)
- Socket 5 és Socket 7 foglalathoz
- VCore: 3,52V
- Front side bus: 50 (PR75), 60 (PR90), 66 MHz (PR100)
- Első kibocsátás: 1996. március 27.
- Órajelek: 75, 90, 100 MHz

### 5k86

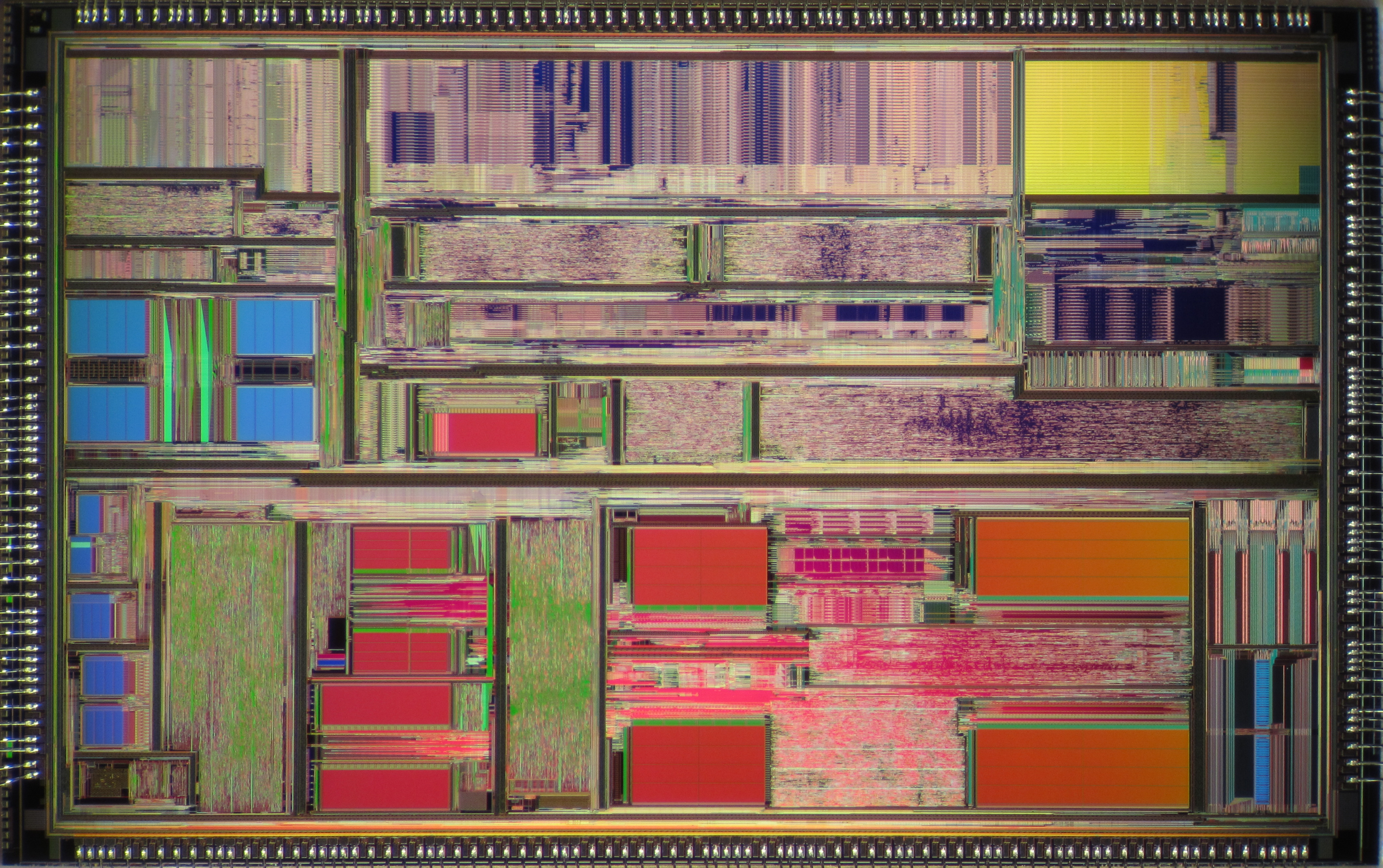
AMD K5 PR150 (5k86) lapka mikrofotója

- K5 PR120 – PR166 (PR200) néven forgalmazták
- 4,3 millió tranzisztor, 350 nm csíkszélességen
- L1 gyorsítótár: 8 + 16 KiB (adat + utasítás)
- Socket 5 és Socket 7 foglalathoz
- VCore: 3,52V
- Front side bus: 60 (PR120/150), 66 MHz
- Első kibocsátás: 1996. október 7.
- Órajelek: 90 (PR120), 100 (PR133), 105 (PR150), 116,6 (PR166), 133 MHz (PR200)

## Fordítás
Ez a szócikk részben vagy egészben  az   AMD K5 című angol Wikipédia-szócikk ezen változatának fordításán alapul.  Az eredeti cikk szerkesztőit annak laptörténete sorolja fel. Ez a jelzés csupán a megfogalmazás eredetét és a szerzői jogokat jelzi, nem szolgál a cikkben szereplő információk forrásmegjelöléseként.